# Římskokatolická farnost u kostela sv. Václava, Mikulov na Moravě
Římskokatolická farnost u kostela sv. Václava, Mikulov na Moravě je jedno z územních společenství římských katolíků s kolegiátním kostelem sv. Václava v mikulovském děkanství v rámci brněnské diecéze. 

## Území farnosti
Část Mikulova s proboštským kostelem sv. Václava a obce Klentnice a Milovice.

## Kostely a kaple

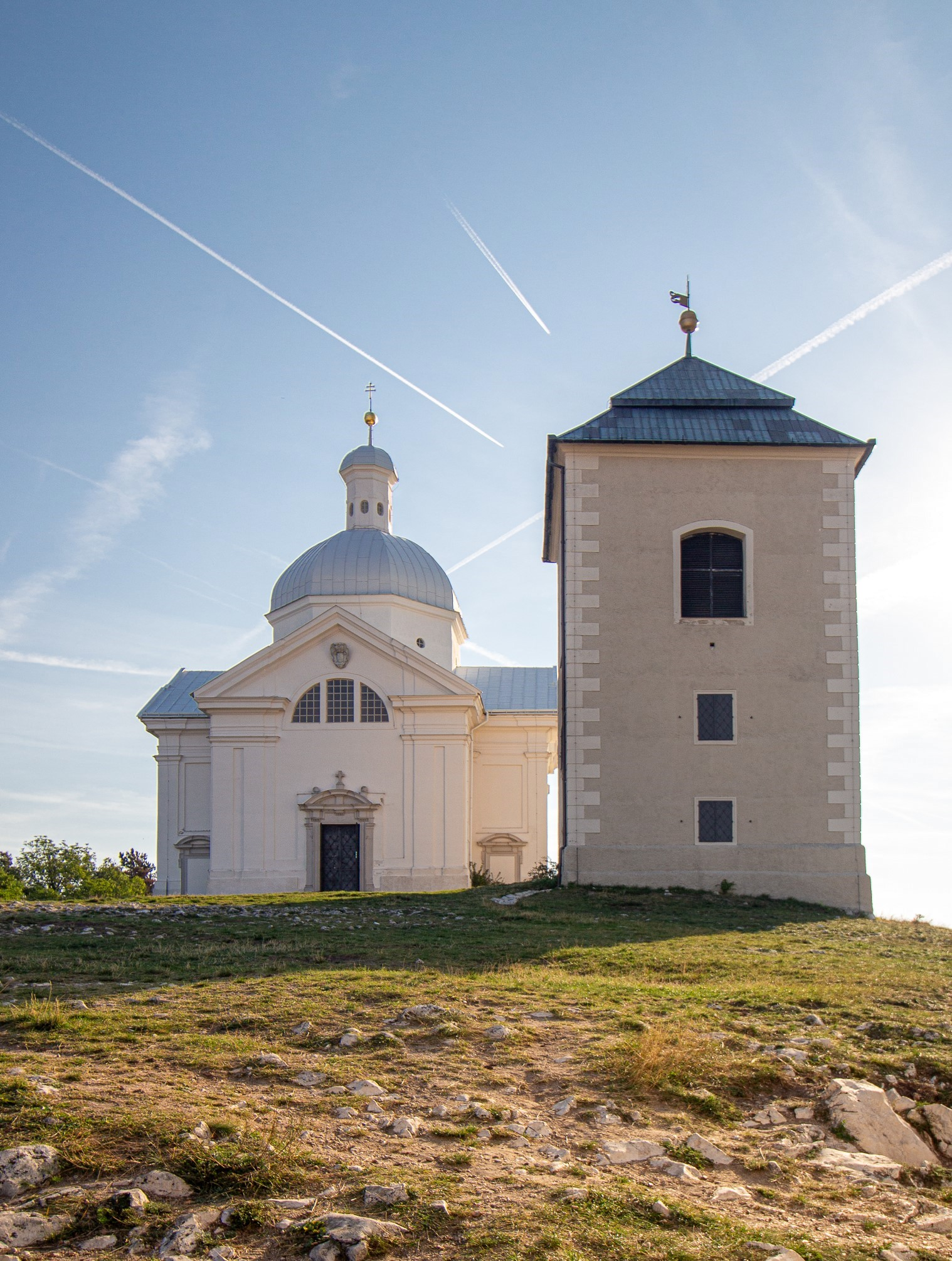
Kaple sv. Šebestiána a zvonice na Svatém kopečku

- proboštský kostel sv. Václava v Mikulově
- kostel sv. Anny v Mikulově
- bývalý kostel sv. Františka z Assisi v Mikulově
- kaple sv. Šebestiána v Mikulově
- kostel svatého Jiří v Klentnici
- kostel svatého Osvalda v Milovicích
- kaple svatého Jana Nepomuckého v Milovicích

## Historie farnosti
Farní kostel byl postaven na místě původního dřívějšího románského kostela, který zde stál zřejmě už ve 12. století a písemně byl doložen roku 1276. Jádro nynější stavby pochází z patnáctého století. Stavba však nebyla dokončena kvůli vpádu husitských vojsk do města, vypálení a vydrancování kostela. Kostel byl provizorně opraven a posléze dostavěn během 16. století a v první polovině 17. století.  K dokončení stavby došlo až kolem roku 1640.
K 31. prosinci 2024 byly zrušeny farnosti Klentnice a Milovice u Mikulova a k mikulovské farnosti u sv. Václava byla přičleněna její území zahrnující obce Klentnice a Milovice.

## Bohoslužby
| Kostel                 |  | Místo                    | Bohoslužba                          | Bohoslužba                     | Poznámka        |
| ---------------------- |  | ------------------------ | ----------------------------------- | ------------------------------ | --------------- |
| Kostel sv. Václava     |  | Mikulov                  | neděle úterý čtvrtek                | 8.00 17.00 (zima)/18.00 (léto) | farní kostel    |
| Kostel sv. Anny        |  | Mikulov                  | neslouží se pravidelně              | neslouží se pravidelně         | filiální kostel |
| Kaple sv. Šebestiána   |  | Svatý kopeček u Mikulova | neslouží se pravidelně              | neslouží se pravidelně         | kaple           |
| Kostel svatého Jiří    |  | Klentnice                | úterý (letní čas, jednou za 14 dní) | 18:00                          | filiální kostel |
| Kostel svatého Osvalda |  | Milovice                 |                                     |                                | filiální kostel |

## Duchovní správci
Farářem je od 1. listopadu 2012 R. D. Mgr. Pavel Pacner, který je zároveň od stejného dne proboštem Význačné kolegiátní kapituly u sv. Václava v Mikulově.

## Kněží pocházející z farnosti
- Mgr. Ing. Marek Husák, DiS [5]

## Aktivity ve farnosti
Dnem vzájemných modliteb farností za bohoslovce a bohoslovců za farnosti brněnské diecéze je 8. listopad. Adorační den připadá na 29. března.
Farnost se pravidelně účastní akce Noc kostelů.
Ve farnosti se pravidelně koná tříkrálová sbírka. V roce 2015 se při ní na území Mikulova vybralo 54 874 korun.Při sbírce v roce 2016 činil výtěžek v celém Mikulově 60 436 korun.